# Nävertjärnen (Arvidsjaurs socken, Lappland)
Nävertjärnen är en sjö i Arvidsjaurs kommun i Lappland och ingår i Byskeälvens huvudavrinningsområde.